# Halmstekel
Halmstekel (Cephus pygnaeus) är en 7 millimeter lång stekel, vars larv lever i strået av korn, råg och vete samt åtskilliga vild växande grässarter.
Larven övervintrar som fullvuxen längst ned i strået och förpuppas följande vår. Stekelns flygtid infaller i slutet av maj och i juni.